# Omloop der Vlaamse Gewesten
De Omloop der Vlaamse Gewesten was een jaarlijkse wielerwedstrijd in Vlaanderen die voor het eerst werd georganiseerd in 1928 en voor het laatst in 2019. De wedstrijd was lange tijd gericht op amateurs en werd later een juniorenwedstrijd, categorie 1.12. Diverse later bekende wielrenners wisten deze koers op hun naam te schrijven, waaronder Romain Maes, Rik Van Steenbergen, Briek Schotte, Achiel Buysse, Rik Van Looy en Eddy Planckaert.